# Линчбърг (Вирджиния)
Линчбърг (на английски: Lynchburg) е град в щата Вирджиния, САЩ. Линчбърг е с население от 67 720 жители (2006 г.) и обща площ от 128,90 км² (49,80 мили²). Линчбърг е самостоятелен град, не е част от нито един окръг в щата.

## Квартали
1. Колидж Хил
2. Дениелс Хил
3. Даймънд Хил
4. Федерал Хил
5. Франклин Хил
6. Гарланд Хил
7. Уайт Рок Хил
8. Бунсбъро
9. Колидж Парк
10. Ривърмонт
11. Форт Хил
12. Форест Хил
13. Тимбърлейк
14. Уиндзър Хил
15. Линкхорн